# César Ritz

César Ritz, 1897

César Ritz bzw. Cäsar Johann Ritz (* 23. Februar 1850 in Niederwald im Kanton Wallis als Cäsar Ritz; † 26. Oktober 1918 in Küssnacht am Rigi) war ein Schweizer Hotelier und Gründer der gleichnamigen «Hotel Ritz». Er war als innovativer und erfolgreicher Hotelier der Luxusklasse bekannt und wurde vom Prince of Wales, dem späteren britischen König Edward VII., als «König der Hoteliers und Hotelier der Könige» betitelt.

## Leben
César Ritz wurde 1850 als dreizehntes Kind des Niederwaldner Gemeindepräsidenten Johann-Anton Ritz und seiner Frau Kreszentia geboren. Im Sommer hütete er die Ziegen, im Winter ging er zur Schule. Nach der Grundschule besuchte er das Kollegium in Sitten, wo er etwas Französisch lernte. Nach drei Jahren nahm ihn sein Vater wegen Faulheit aus der Schule und liess ihn als Kaffeekellner im Hotel Couronne et Poste in Brig arbeiten. Da ihm sein Patron jedoch nach einem Jahr eröffnete, er werde es in diesem Gewerbe zu nichts bringen – «Aus dir wird nie etwas in der Hotellerie. Dafür braucht es eine gewisse Begabung und ein besonderes Flair. Die gehen dir vollkommen ab!» –, verliess der Siebzehnjährige 1867 Brig und reiste nach Paris, wo eben die Weltausstellung eröffnet worden war.
Im Hôtel de la Fidélité arbeitete er zuerst als Schuhputzer, dann als Träger und schliesslich als Zimmerkellner. Wegen einer Liebschaft, angeblich mit einer russischen Baronin, wurde er davongejagt. Daraufhin bewarb er sich im Erstklasshotel Le Voisin um eine Lehrstelle, wo der nunmehr Zwanzigjährige das Metier von Grund auf kennenlernte. Zudem erlebte er dort die «feine Welt» und kam mit vielen berühmten Persönlichkeiten wie Sarah Bernhardt, George Sand und Théophile Gautier in Kontakt. Dort freundete er sich auch mit dem damals schon berühmten Meisterkoch Auguste Escoffier an, der ihm zu zahlreichen Kontakten verhalf.

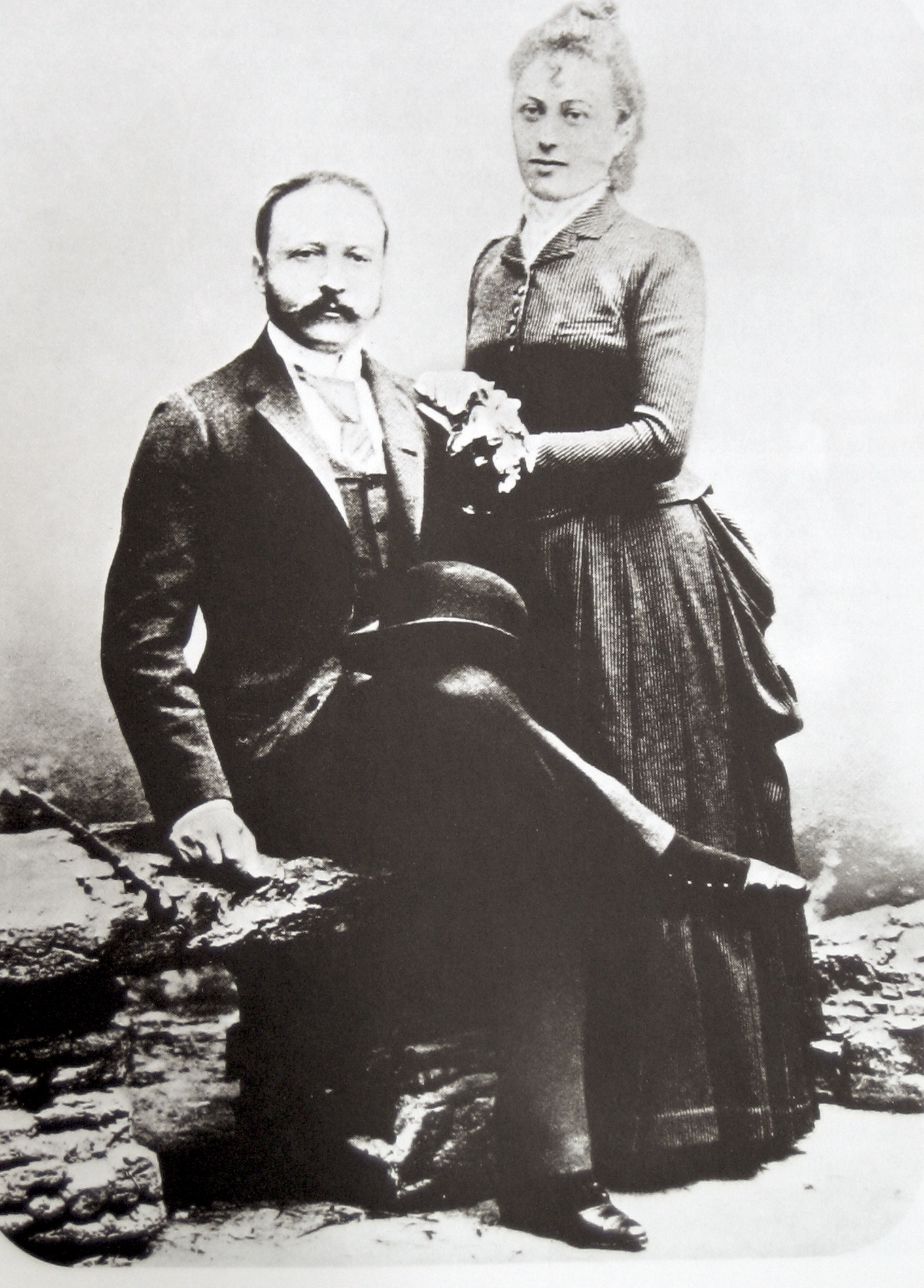
César und Marie-Louise Ritz 1888

1873, mit 23 Jahren, zog César Ritz nach Wien, wo er im französischen Restaurant Les Trois Frères Provençaux mit zahlreichen gekrönten Häuptern in Kontakt kam. Später arbeitete er für das Grand Hôtel in Nizza, darauf für das Hotel Rigi-Kulm auf der Rigi wieder in der Schweiz, wo er erstmals als Direktor amtete. Dort vertraute ihm der Hotelier und Architekt Maximilian Pfyffer die Leitung des von ihm gebauten Grandhotels National in Luzern an. Ritz erkannte früh, dass alle Gäste mehr und mehr Komfort erwarteten, und führte deshalb «private Badewannen, elektrisches Licht, Zimmertelefone, feines Leinen, schöne Möbel und geräumige Schränke» ein. Zusammen mit Maximilian Pfyffer und Auguste Escoffier führte Ritz das Hotel zwischen 1878 und 1890 so erfolgreich, dass Gäste aus ganz Europa kamen. Da das National im Winter geschlossen war – der Wintertourismus war noch nicht üblich –, leitete Ritz in den Wintermonaten anfänglich Hotels in Cannes, Menton, Nizza und Biarritz. Später kamen andere dazu; zeitweise führte Ritz zehn Hotels gleichzeitig. 1888 erwarb Ritz das Hotel-Restaurant Maison de la Conversation in Baden-Baden, wo die anwesende Prominenz seinen Namen weiter bekannt machte. 38-jährig heiratete Ritz die gebürtige Elsässerin Marie-Louise Beck. Das Paar hatte zwei Söhne; René, der jüngere, der 1918 ein paar Monate vor seinem Vater an den Folgen eines Unfalls starb, und Charles, der nach dem Tod von César noch lange Jahre das Ritz präsidierte.

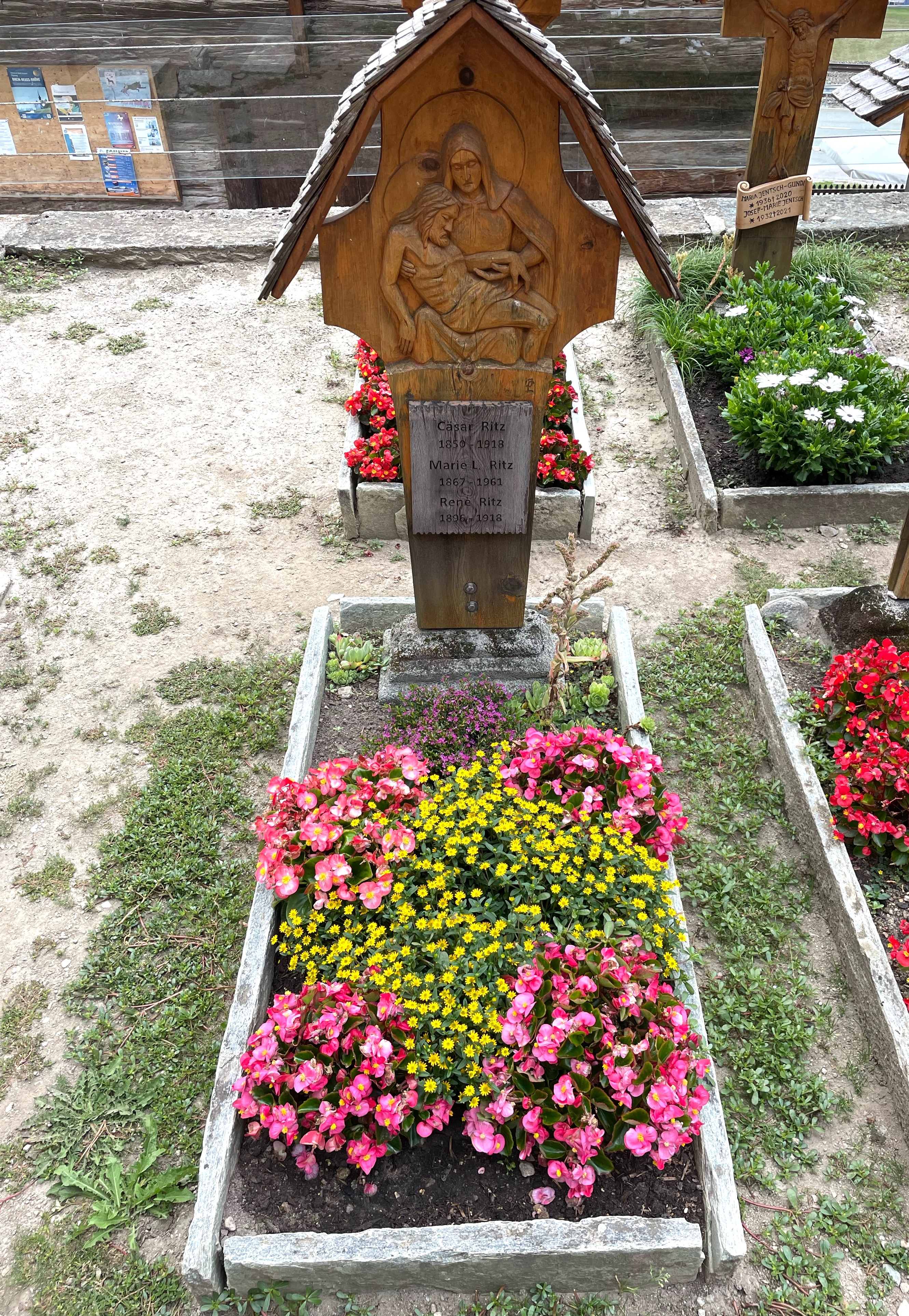
Grab von César und Marie-Louise Ritz

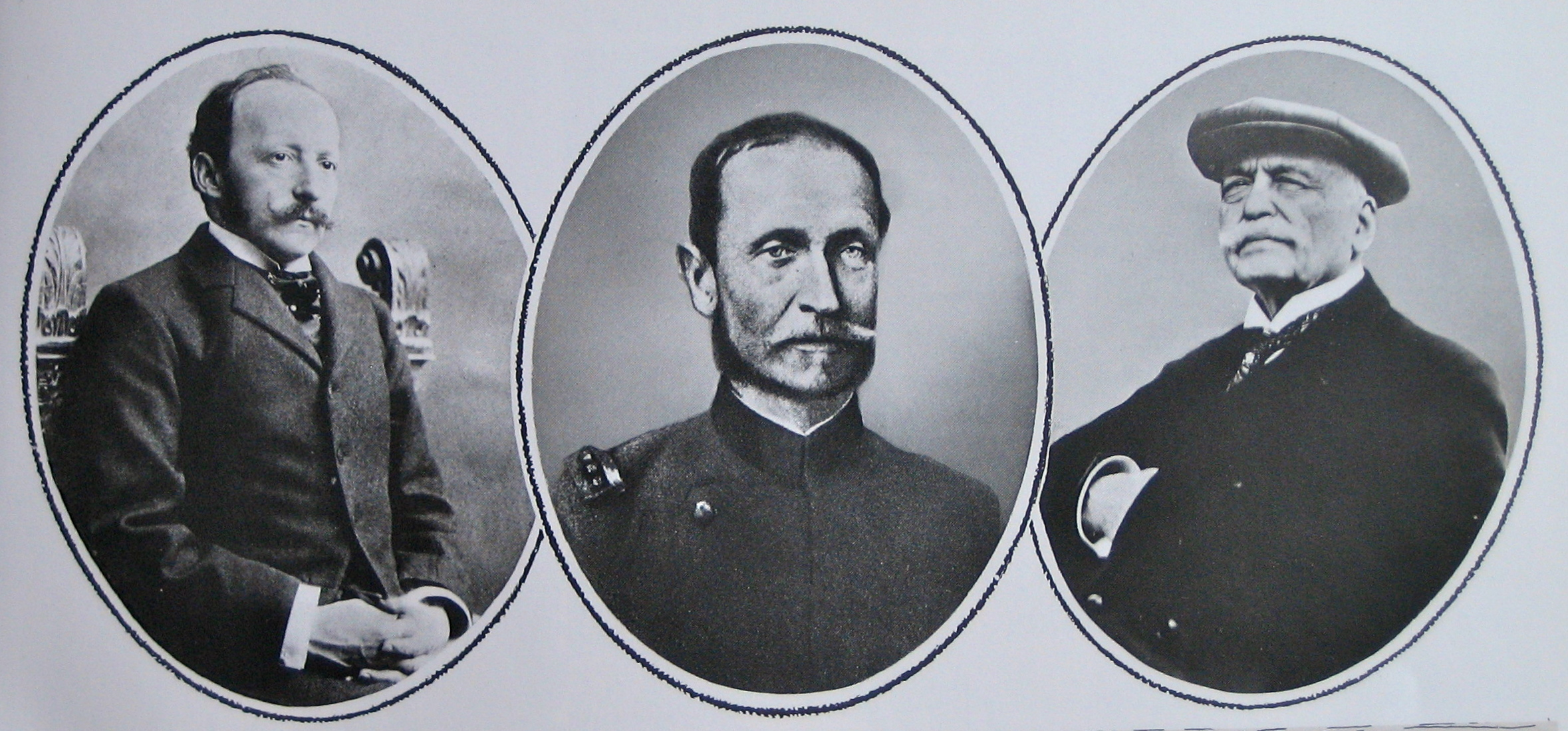
César Ritz, Max Pfyffer, Auguste Escoffier

Bis 1893 war Ritz ständig unterwegs und reiste zwischen London, Cannes, Monte-Carlo, Aix-les-Bains, Rom, Biarritz und Frankfurt am Main hin und her. In London baute er das Carlton Hotel und das Savoy auf, in Rom das Grand-Hotel, in Frankfurt den Frankfurter Hof und in Salsomaggiore Terme das Grand Hôtel des Thermes. Er lieh seinen Namen zahlreichen Hotels in Palermo, London, Biarritz, Menton und Wiesbaden, engagierte sich bei zahlreichen weiteren und beriet Hoteliers aus Europa und den USA als international anerkannter Fachmann. In dieser Zeit gründete er die Gesellschaft zur Verbreitung der Hotellerie, die weitere Hotels in Kairo, Madrid und Johannesburg plante.
1898 baute er an der Pariser Place Vendôme das Haus Nummer 15 in ein Hotel um und gab ihm seinen Namen. Die Leitung der Küche übertrug er Auguste Escoffier. Nach der prunkvollen Eröffnung des Le Ritz folgten die Gründungen des Ritz London und Ritz Madrid.
1903 fand sein Arbeitsleben durch einen körperlichen Zusammenbruch ein jähes Ende. 1905 hatte er seinen letzten Auftritt. 1906 zog er in eine Nervenklinik in Lausanne, später in die Innerschweiz. Er litt an einer tiefen Depression, aus der er sich bis zu seinem Tod 1918 nicht mehr erholte. Die Arbeit wurde von seiner Ehefrau Marie-Louise zusammen mit Sohn Charles Ritz weitergeführt. Nach einer 16-jährigen Leidenszeit starb César Ritz am 26. Oktober 1918 im Alter von 68 Jahren in einer Klinik in Küssnacht am Rigi.
César Ritz wurde zusammen mit seinem kurz zuvor verstorbenen Sohn René am Pariser Friedhof Père-Lachaise bestattet. Seine Frau Marie-Louise Ritz verstarb am 8. Januar 1961 im Alter von 93 Jahren. Auf ihren Wunsch wurde sie zusammen mit ihrem Mann César und ihrem Sohn René am 14. Januar 1961 an seinem Geburtsort in Niederwald beigesetzt.
1986 wurde das nach César Ritz benannte Institut Hôtelier César Ritz in Le Bouveret gegründet, aus dem die César Ritz Colleges Switzerland hervorgingen.

## Stiftung
1929 gründete Marie-Louise Ritz die «Cäsar Ritz Stiftung Niederwald». Das Stiftungskapital wurde von der Familie Ritz eingebracht. Die Stiftung unterstützt Jugendliche von Niederwald und dem Oberwallis finanziell in ihrer Ausbildung.

## Museum
Das ehemalige Bahnhofsgebäude von Niederwald wurde am 13. Dezember 2019 zu einem kleinen Cäsar Ritz gewidmeten Museum, genannt «Station Ritz». Gezeigt wird neben einer jeweils wechselnden Ausstellung eine Dauerausstellung mit Objekten aus den Archiven des Ritz Hotel in Paris, die 2018 an einer Internet-Auktion ersteigert wurden.
Unter anderem wird neben einem originalen festlichen Gedeck die Rekonstruktion eines Zimmers aus dem einstigen Ritz Hotel gezeigt. Andere Gegenstände wurden Teil der Ausstattung des Bistros im Erdgeschoss.

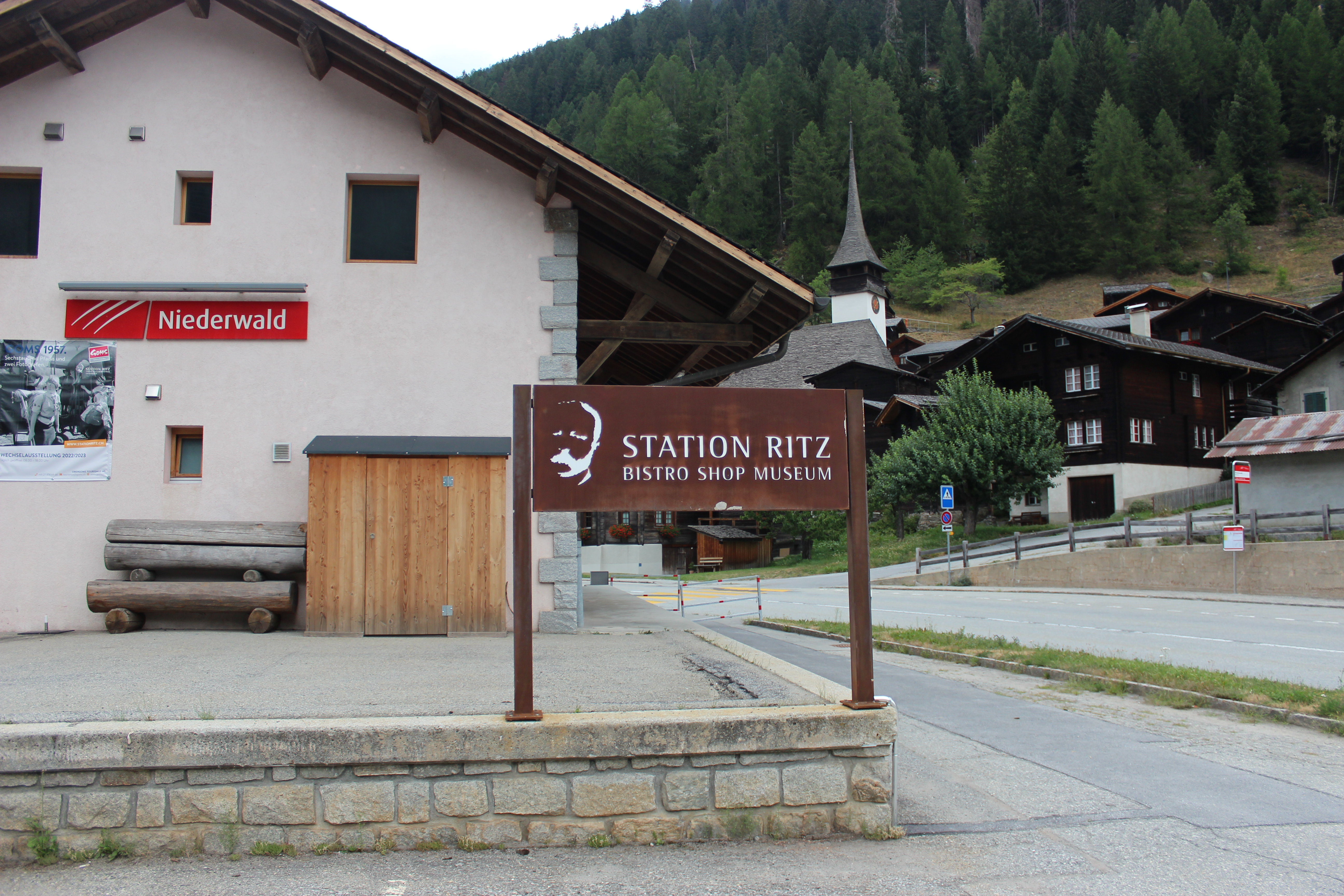
Die «Station Ritz»
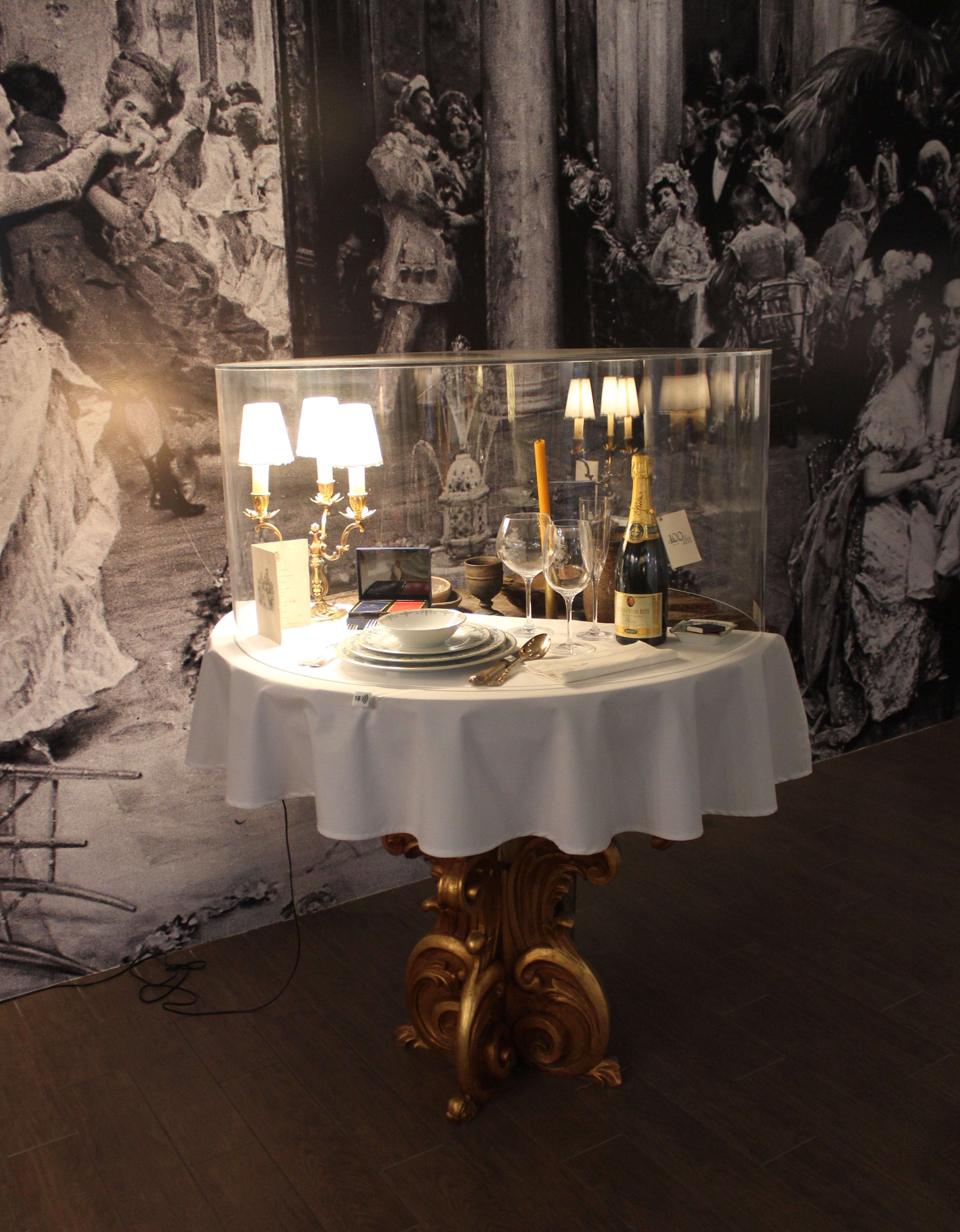
Festliches Gedeck
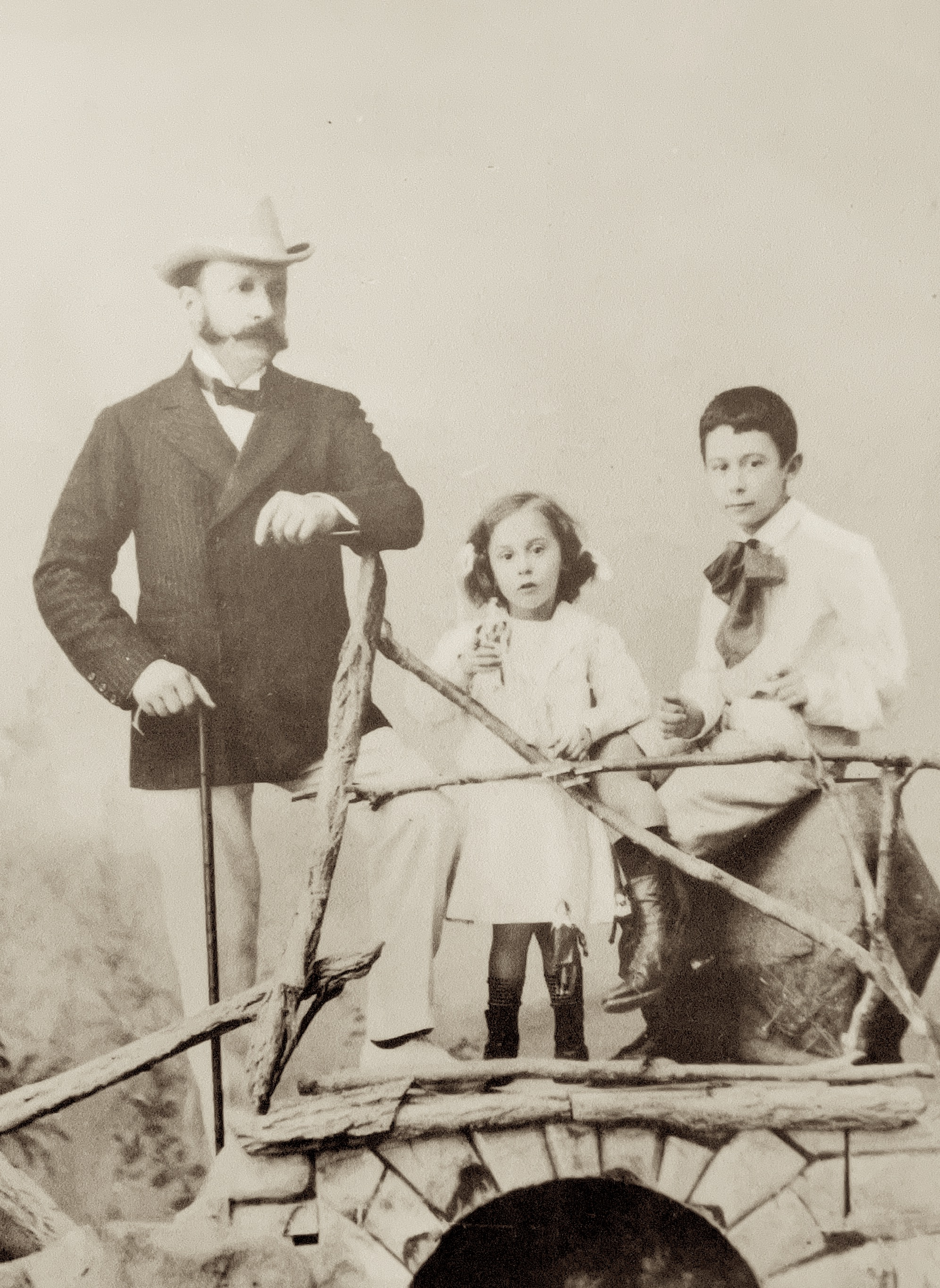
Cäsar Ritz mit seinen beiden Söhnen Charles und René in Salsomaggiore Terme, 1900, Italien
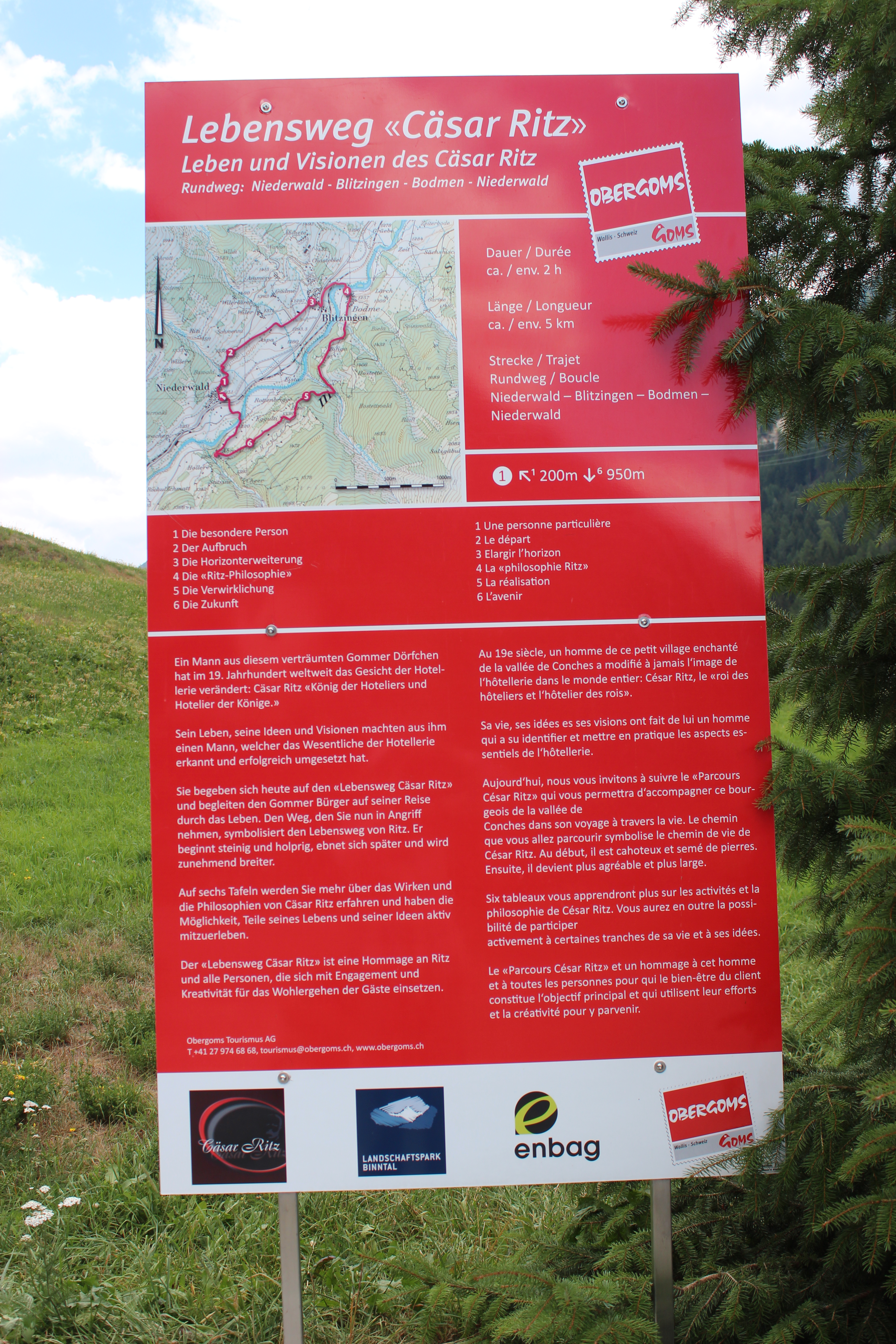
Lebensweg

## Lebensweg
Von Niederwald nach Blitzingen und wieder zurück führt ein ca. fünf Kilometer langer Weg über verschiedene Stationen aus dem Lebenswegs von César Ritz. Auf Infotafeln wird über Ritz’ Wirken und seine Lebensphilosophie informiert.

## Trivia
- Auf César Ritz geht das englische Adjektiv ritzy zurück. Es steht für den vornehmen Lebensstandard in dessen Hotels und bedeutet so viel wie nobel, elegant oder vornehm.[12]
- 1929 veröffentlichte Irving Berlin den Jazz-Song Puttin’ on the Ritz. Der Titel stammt aus der Umgangssprache und bedeutet wörtlich übersetzt „sich fürs Ritz anziehen“ und im übertragenen Sinn „sich in Schale werfen“. Das Lied wurde durch den gleichnamigen Film Puttin’ on the Ritz aus dem Jahr 1930 berühmt. Es bestehen mindestens 30 Coverversionen davon.[13]

## DVD
- Frank Garbely: Ritz, König der Hoteliers und Hotelier der Könige: Dokumentarfilm über das Leben des Hotelpioniers Cesar Ritz. R-film Zürich 2007, ISAN 0000-0000-62E8-0000-U-0000-0000-L